# Spadella angulata
Espèce
Spadella angulata est une espèce de chaetognathes de la famille des Spadellidae.

## Description
Spadella angulata a un corps mince, plus large au niveau du septum transversal. La longueur totale du corps, y compris la nageoire caudale, est de 2,5 à 4,2 mm. Le segment de la queue représente 51 % à 58 % de la longueur totale du corps. Présence de huit à neuf crochets, trois à quatre dents antérieures et aucune dent postérieure. Le pigment de l’œil est arrondi avec un contour superficiel. La couronne ciliaire est ovale, allongée transversalement et avec une projection vers l'avant près du milieu. La collerette est bien développée au niveau du cou, mais elle diminue rapidement d'épaisseur et s'étend loin en arrière de la vésicule séminale. Elle a plusieurs petits renflements à la base des tangorécepteurs respectifs situés entre l'extrémité du cou et l'extrémité antérieure de la nageoire latérale. La nageoire latérale commence dans la partie postérieure du tronc et atteint l'arrière de la vésicule séminale. Elle est plus large entre le septum transversal et la vésicule séminale. La partie antérieure se trouvant le long du tronc représente environ 17 % à 24 % de la longueur de la nageoire latérale. Elle est entièrement rayonnée. La nageoire caudale est spatulée. Les muscles transverses ventraux se trouvent dans tout le tronc. Six à sept bandes musculaires longitudinales sont définies sur chaque moitié du côté dorsal du segment caudal. Les diverticules intestinaux sont courts et situés au début de l'intestin. La taille du ganglion ventral est relativement grande, environ un tiers de la longueur du tronc. L'ovaire tombe juste en dessous du ganglion ventral et contient plusieurs œufs matures. Aucune glande cémentaire au niveau de l'ouverture génitale femelle. Une seule vésicule séminale expansée. Elle se rompt le long de la moitié antérieure de la face latérale avec la présence d'un épaississement vers l'avant, à l'extrémité postérieure de cette ligne de rupture, qui forme une proéminence pointue en saillie obliquement vers l'avant, à partir du coin postéro-latéral. Le sac spermatique a une forme ellipsoïdale allongée.

### Motifs de couleur

#### Sur le côté dorsal
- Tête : deux paires de petites taches brun-orangé pâles près de l'extrémité antérieure. Tache beaucoup plus grande de couleur similaire à chaque coin antéro-latéral de la couronne ciliaire. Pigment oculaire noir.
- Tronc : une petite tache brunâtre foncé à la base de chaque patch sensoriel latéro-postérieur proéminent, approximativement au niveau du tiers postérieur. Cinq paires de taches orange-brun clair sont disposées en série, deux paires postérieures sont beaucoup plus grandes que les antérieures.
- Queue : huit paires de taches brun-orangé en série. Les taches de la seconde à la sixième paires sont chacune le long du bord latéral du segment. La sixième paire à l'extrémité antérieure de la vésicule séminale est la plus grande et la seule de couleur brunâtre foncé. Les autres sont toutes beaucoup plus claires. Il y a une série de cinq anneaux brun-orangé clair sur la ligne médiane, de forme presque ronde à ovale et contenant chacun un grand patch sensoriel au centre. Ces patchs sensoriels portent chacun une rangée de poils sensoriels disposés dans le plan sagittal. Deux autres petites taches médianes de la même couleur se trouvent respectivement près et à l'extrémité postérieure du segment de la queue.

#### Sur le côté ventral
- Tête : une paire de grandes taches pigmentaires brun foncé sur la région du cou.
- Tronc : trois paires de taches brun foncé, chaque tache le long du bord latéral du tronc. La première paire est plus petite que les autres.
- Queue : cinq paires de taches proéminentes de couleur brunâtre foncé antérieures à la vésicule séminale, chaque tache se trouve le long du bord latéral du segment. Une paire de ces taches, de taille plus petite et de couleur claire, est postérieure à la vésicule séminale. Quatre paires de petites taches de couleur brun clair sont disposées en série. Une petite tache orange brunâtre clair médiane est à l'extrémité postérieure du segment.

#### Organes internes
La portion axiale du pharynx et la petite zone limitée de l'intestin près de l'articulation entre lui et le pharynx sont de couleur brunâtre. La moitié postérieure de l'intestin est de couleur orange jaunâtre et cette coloration devient plus foncée postérieurement. La partie postérieure de l'intestin jusqu'à l'anus est de couleur rougeâtre foncé le long du pli médian, qui se poursuit antérieurement le long de la lumière intestinale à l'intérieur du corps.

## Distribution
Spadella angulata a été trouvé dans les eaux de la baie de Nanao, sur l'île Honshū, dans les eaux de la ceinture de la baie de Tomioka, sur l'île Kyūshū et dans des poches de sable de plusieurs centimètres de profondeur le long de la côte sud de l'île Yoron-jima, de l'archipel des îles Amami, au Japon. Il a été trouvé également dans les eaux côtières de Malaisie. Il a été trouvé sur des fonds de 50 m de profondeur.